# Grand Prix des Frontières
De Grand Prix des Frontières was een autorace in de Belgische plaats Chimay op het Circuit de Chimay. De race maakte van 1929 tot 1949 deel uit van de grand-prixseizoenen en was tussen 1952 en 1954 ook een niet-kampioenschapsronde in de Formule 1.
In 1936 won de Nederlander Eddie Hertzberger.

## Winnaars van de grand prix
- Hier worden alleen de races aangegeven die plaatsvonden tijdens de grand-prixseizoenen tot 1949 en Formule 1-races vanaf 1950.

| Jaar        | Coureur               | Constructeur       | Locatie            | Verslag            |
| ----------- | --------------------- | ------------------ | ------------------ | ------------------ |
| 1954        | Birabongse Bhanubandh | Maserati           | Chimay             | Verslag            |
| 1953        | Maurice Trintignant   | Gordini            | Chimay             | Verslag            |
| 1952        | Paul Frère            | HWM                | Chimay             | Verslag            |
| 1950 - 1951 | Race niet gehouden    | Race niet gehouden | Race niet gehouden | Race niet gehouden |
| 1949        | Guy Mairesse          | Talbot-Lago        | Chimay             | Verslag            |
| 1948        | Race niet gehouden    | Race niet gehouden | Race niet gehouden | Race niet gehouden |
| 1947        | Yves Giraud-Cabantous | Maserati           | Chimay             | Verslag            |
| 1946        | Leslie Brooke         | ERA                | Chimay             | Verslag            |
| 1940 - 1945 | Race niet gehouden    | Race niet gehouden | Race niet gehouden | Race niet gehouden |
| 1939        | Maurice Trintignant   | Bugatti            | Chimay             | Verslag            |
| 1938        | Maurice Trintignant   | Bugatti            | Chimay             | Verslag            |
| 1937        | Hans Ruesch           | Alfa Romeo         | Chimay             | Verslag            |
| 1936        | Eddie Hertzberger     | MG                 | Chimay             | Verslag            |
| 1935        | Rudolf Steinweg       | Bugatti            | Chimay             | Verslag            |
| 1934        | Willy Longueville     | Bugatti            | Chimay             | Verslag            |
| 1933        | Willy Longueville     | Bugatti            | Chimay             | Verslag            |
| 1932        | Arthur Legat          | Bugatti            | Chimay             | Verslag            |
| 1931        | Race niet gehouden    | Race niet gehouden | Race niet gehouden | Race niet gehouden |
| 1930        | Georges de Marotte    | Salmson            | Chimay             | Verslag            |
| 1929        | Goffredo Zehender     | Alfa Romeo         | Chimay             | Verslag            |